# S 6 (väg)
| ს 6 |

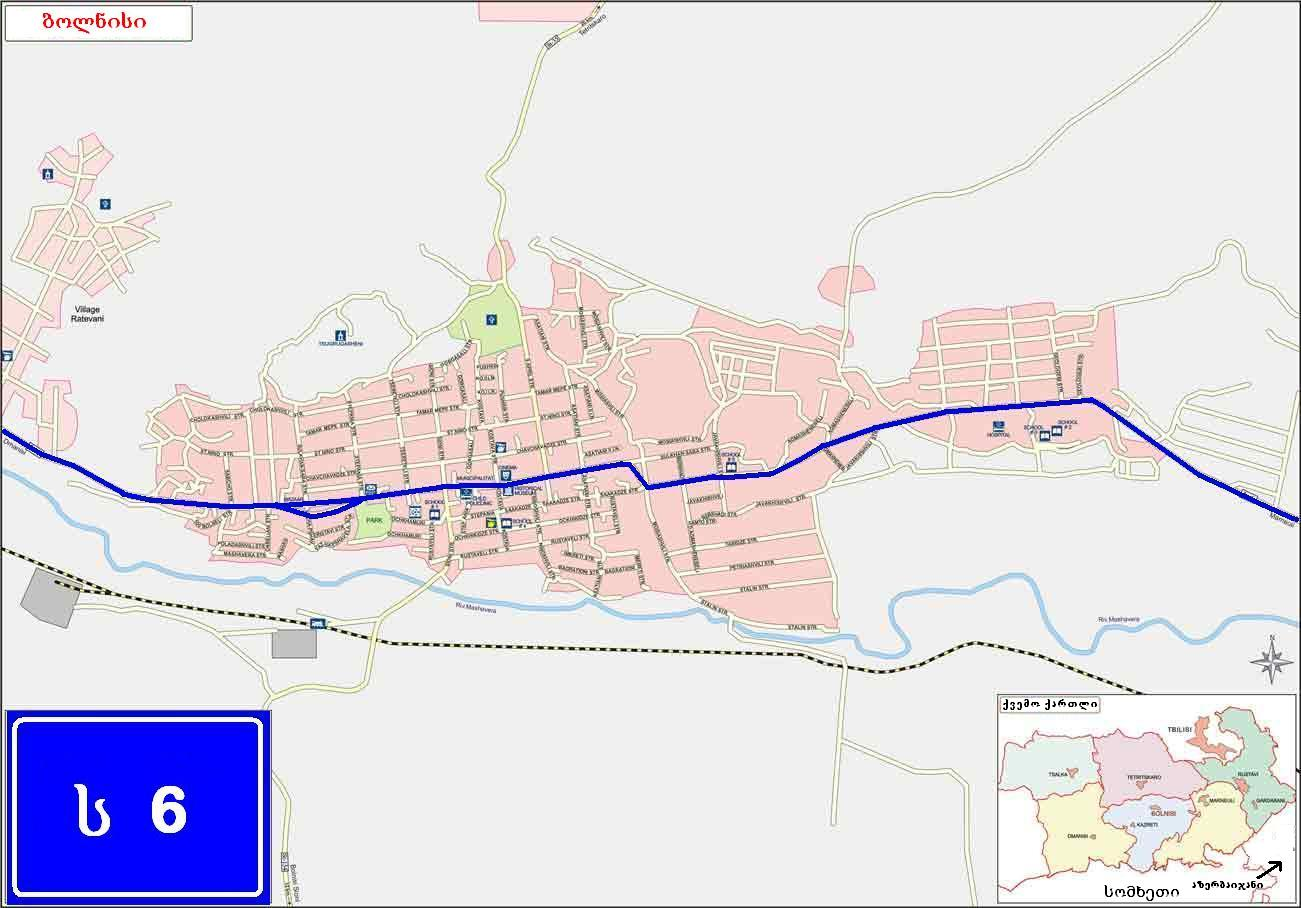
ს 6:s passage genom Bolnisi.

S 6 egentligen ს 6 (georgiska: საქართველოს საავტომობილო მაგისტრალი, Sakartvelos saavtomobilo magistrali) är en av de största vägarna i Georgien inom ს-vägsystemet. Vägen börjar i Marneuli och går via Bolnisi mot den armeniska gränsen.